# Азан
Аза́н (араб. أَذَان — «оповіщати») — в ісламі заклик на молитву.
Сунітський азан утворений із семи формул, що оповіщуються муедзином, а в невеликих мечетях імамом. Кожна з цих формул вимовляється 2—4 рази.
Шиїтський азан відрізняється додаванням однієї фрази між п'ятою і шостою формулами.
Азан шепочуть в праве вухо новонародженому. Так само поступають з людиною, якою, як вважають, оволоділи злі духи.

## Слова азана
Азан читається лише арабською мовою
|    | Арабський текст         | Транслітерація (лат.)              | Транслітерація (кир.)            | Переклад                                   | Примітки                                    |
| -- | ----------------------- | ---------------------------------- | -------------------------------- | ------------------------------------------ | ------------------------------------------- |
| 4x | الله اكبر               | Allāhu Akbar                       | Аллāгу Акбар                     | Аллах великий                              | *                                           |
| 2x | اشهد ان لا اله الا الله | Ashhadu allā ilāha illallāh        | Ашхаду алля іляха ілля лла       | Засвідчую, що немає Бога, окрім Аллаха     |                                             |
| 2x | اشهد ان محمد رسول الله  | Ashhadu anna Muhammadur rasūlullāh | Ашхаду анна Мухаммаду расулу-ллā | Засвідчую, що Мухаммед — посланець Аллаха. |                                             |
| 2x | حي على الصلاة           | Hayya 'alas-salāt                  | хайя 'аля ас-саля̄т               | Поспішайте на молитву                      |                                             |
| 2x | حي على الفلاح           | Hayya 'alal-falāh                  | хайя 'аля аль-фаля̄г              | Поспішайте до спасіння                     |                                             |
| 2x | الصلاة خير من النوم     | Aṣ-ṣalātu khayru min an-naūm       | Ас-саля̄ту хайру мін ан-наӯм      | Молитва краще за сон                       | *** лише у сунітів під час ранкової молитви |
| 2x | الله اكبر               | Allāhu akbar                       | Аллāгу акбар                     | Аллах великий                              |                                             |
| 1x | لا اله الا الله         | Lā ilāha illallāh                  | ля̄ іля̄га ілляллāг                | Нема Бога, окрім Аллаха                    | ****                                        |

* Послідовники малікітського мазхабу промовляють цей рядок двічі.
** Рядок «Засвідчую, що Алі намісник Аллаха» промовляється лише шиїтами. Згідно з шиїтським вченням, промовляти цей рядок бажано, але не обов'язково.
*** Рядок «Молитва краще за сон» виголошується лише під час ранкової молитви.
**** Шиїти повторюють останній рядок двічі.